# 睦月周平
睦月周平（1992年1月18日—），日本男性作曲家、編曲家。出身於埼玉縣。

## 人物簡介
VERYGOO （页面存档备份，存于）所屬。14歲的時候接觸樂器的機會增加之際，從組樂團開始主要負責作曲。

## 樂曲提供

### 配音員、歌手
- 柿原徹也
「Brightness」（作曲、編曲）
（編曲）
（編曲）
- 柿原徹也×岡本信彥
「One Mornig」（作曲、編曲）
（編曲）
- 吉野裕行
「Good-Bye（日语：Do it）」（作曲、編曲）　
「Tricky Love」（作曲、編曲）
「Bye-Bye☆」（作曲、編曲）
「ENCOUNTER」（作曲、編曲）
（作曲、編曲）
- 浪川大輔
「！Good time」(編曲)
- Uncle Bomb（日语：Uncle Bomb）
「ACID BLUE SKY」（作曲、編曲）
「Always」（作曲、編曲）
「SODE」（作曲、編曲）
（作曲、編曲）
「Bye Bye Bye 」（編曲）
（作曲、編曲）
- 石田燿子
「Shooting Star」（作曲、編曲）
（作曲、編曲）
- 超特急
「SURVIVOR（日语：RING (超特急のアルバム)）」（作曲、編曲）
- 柊木梨緒（日语：柊木りお）
「DRAWING☆」（作曲、編曲）
「！」（作曲、編曲）
「Determination」（作曲、編曲）
- Akishibu Project（日语：アキシブproject）
「Candid Love」（作曲、編曲）
- Trefle（日语：Trefle）
「One Time」（作曲、編曲）
- ALLOVER（日语：ALLOVER）
「風RIDE音」（作曲、編曲）
- 矢田悠祐（日语：矢田悠祐）
（編曲）
- ZEN THE HOLLYWOOD（日语：少年ハリウッド#ZEN THE HOLLYWOOD）
「Ho！Ho！Ho！」（編曲）
- 美女甜甜圈!!!
「戀愛發起人（日语：ユキウサギ (アイドリング!!!の曲)）」（作曲、編曲）
- sweet ARMS
「Blade of Hope」（作曲、編曲）
- Tokyo Cheer2 Party（日语：Tokyo Cheer2 Party）
「女子的PARTY☆Evolution↑」（作曲、編曲）
- 上坂菫
「MUGO·」（編曲）
- 後藤麻里子（日语：後藤まりこ）
「Re:」(編曲)
- 新谷良子
「HOPPING DICE（日语：STARting -from rebirth-）」（作曲、編曲）
「DAFT GEAR」（作曲、編曲）
- A應P（日语：A応P）
（作曲、編曲）
- HR
「cherry cherry picking」（作曲、編曲）
（作曲、編曲）
- ROCK A JAPONICA（日语：ロッカジャポニカ）
（編曲）
（作曲、編曲）
- Hachimitsu Rocket（日语：はちみつロケット）
（作曲、編曲）
- Wake Up, May’n！
（作曲、編曲）‪[2]
- 伊藤美來
「Morning Coffee」（作曲、編曲）
「七色Cookie」（作曲、編曲）
（作曲、編曲）
（編曲）
「all yours」（作曲、編曲）
- 田所梓
「Cherish」（作曲、編曲）
- 富田美憂
「Present Moment」（作曲、編曲）
（作曲、編曲）
- 內田彩
「Party Hour Surprise！」（作曲、編曲）
- 飯塚雅弓
「PI PO PA」（編曲）
「Clock Hands」（作曲、編曲）
「LOVE」（編曲）
- 飯田里穗
「JoinUs!!」（作曲、編曲）
- Machico
（作曲、編曲）[3]
（作曲、編曲）
「Zeal」（作曲、編曲）
- 單色小姐 -The Animation-
（編曲）
- Mia REGINA
「Healthy」（作曲、編曲）
- 二之宮唯
「Lemon Gelato」（作曲、編曲）
- 熊田茜音
「YOUR FREE STAR」（編曲）
- 茶理理
「aLIEz」（編曲）
- 天神子兔音
「Erase」（編曲）

### 電視動畫
- 萌萌侵略者 OUTBREAK COMPANY
「Sweet Magic」（作曲、編曲）
- 普通女高中生要做當地偶像。
「Wish Upon a Star」（編曲）
- 少年女僕
（編曲）
- 偽姬物語
（作曲、編曲）
「！」（作曲、編曲）
- 新妹魔王的契約者
「Dear my Darling」（作曲、編曲）
- 強襲魔女
（作曲、編曲）
（編曲）
（作曲、編曲）
「Fly Chronicle」（作曲、編曲）
- 無畏魔女
（作曲、編曲）
「Moonlight Trip」（作曲、編曲）
- 干物妹！小埋
「Sisters Wink」（作曲、編曲）
「T·S·F in ！」（作曲、編曲）
「Dreamy Friends」（作曲、編曲）
（作曲、編曲）
「Happy Nightmare ～～」（作曲、編曲）
「X'mas Decoration」（作曲、編曲）
「DIARY！」(作曲・編曲)
- 飛翔的魔女
（作曲、編曲）
- 刀劍亂舞 -花丸-
「花丸◎日和！」（OP作曲&編曲）
（第1話ED作曲&編曲）
（第3話ED作曲&編曲）
（第8話ED作曲&編曲）
- 續·刀劍亂舞 -花丸-
 (ver.1～3)（作曲、編曲）
（作曲、編曲）
（作曲、編曲）
「花色衣」（作曲、編曲）
- KiraKira☆光之美少女 A La Mode
「青空Alright（日语：「キラキラ☆プリキュアアラモード」キャラクターソングシングル sweet etude）」（作曲、編曲）
「Soul Believer」（作曲、編曲）
（作曲、編曲）
「IGNITION」（作曲、編曲）
「Aile」（作曲、編曲）
- 雛子的筆記
「!!」（編曲）‪[4]
- NEW GAME！
「CLEAR！」（作曲、編曲）
「BUG！BUG！SURVIVAL！」（編曲）
- 龍王的工作
「JS Hoooooked ON！」（作曲、編曲）
「Bitter Silver」（作曲、編曲）
- 灰與幻想的格林姆迦爾
「Harvest」（作曲、編曲）
「seeds」（作曲、編曲）
「Cultivate」（作曲、編曲）
「Oursong」（作曲、編曲）
- 櫻花任務
「Baby's breath」（作曲、編曲）‪[5]
- Fairy Gone
「Rodeo」（作曲、編曲）
「Danse Dance」（作曲、編曲）
「blowball」（作曲、編曲）
「Forest Gleam」（作曲、編曲）
「Catastrophe」（作曲、編曲）
「Stay Gold」（作曲、編曲）
「Red dog chases」（作曲、編曲）
「Halo」（作曲、編曲）
「Everlast...」（作曲、編曲）
- 異獸魔都
「Night SURFING」（作曲、編曲）
「D.D.D.D.」（作曲、編曲）
- 飆速宅男
（作曲、編曲）
「Gift Story」（作曲、編曲）
「Keep Trying」（作曲、編曲）
「Absolute Champion」（作曲、編曲）‪[6]
「Wind & Weed」（作曲、編曲）
「Over the Limit」（作曲、編曲）
- B-PROJECT
「Break it down」（作曲、編曲）
- FORBIDDEN★STAR
「優果」（作曲、編曲）
「Stupid Collection」（作曲、編曲）
「MISTAKE Wah NOISY」（作曲、編曲）
「浮名SILENT MINORITY」（作曲、編曲）
- 擁抱！光之美少女
（作曲、編曲）
- 來玩遊戲吧
（作曲、編曲）
- 我家的女僕有夠煩！
（作曲、編曲）
- Anima Yell！
「LOVE for ！」（作曲、編曲）
- 笨拙之極的上野
（作曲、編曲）
- 北斗神拳 草莓味
「世紀末Strong⭐︎Berry」（作曲、編曲）
- 皿三昧
（共作曲、共編曲）
（共作曲、共編曲）[7]‬
（共作曲、共編曲）[8]‬
- 夢夢貓
「UP ON THE STAGE!!」（作曲、編曲）
- 我立於百萬生命之上
「Anti world」（作曲、編曲）

### 特攝影集
- 手裏劍戰隊忍忍者
「License A Go Go！」（編曲）

### 遊戲
- Star Plus One！（日语：スタプラ!）
（作曲、編曲）
「Precious Days」（作曲、編曲）
- 海賊魂
（作曲、編曲）
- 偶像大師 灰姑娘女孩
（作曲、編曲）
「PANDEMIC ALONE」（作曲、編曲）
「！」（編曲）
（編曲）‪[9]
「Frost」（作曲、編曲）
「Stage Bye Stage」（作曲、編曲）
「反逆的同一性 -Rebellion Identity-」（作曲、編曲）
- 偶像大師 灰姑娘女孩 星光舞台
「∀NSWER」（作曲、編曲）
（作曲、編曲）‪[10]
（作曲、編曲）
「Fascinate」（作曲、編曲）
（編曲）
「Gaze and Gaze」（作曲、編曲）
- 偶像大師 百萬人演唱會！
「Cut. Cut. Cut.」（作曲、編曲）
（作曲、編曲）
（作曲、編曲）[11]
「Border LINE→→→♡」（作曲、編曲）
- 偶像大師 百萬人演唱會！劇場時光
（編曲）
- 心跳餐廳☆☆☆（日语：ときめきレストラン☆☆☆）
「Butterfly」（編曲）
「My only answer」（編曲）
「Only One」（作曲、編曲）
- 戰鬥女子學園
「Unlock」(作曲)
「Deep-Connect」（作曲、編曲）
「Desire Link」（編曲）
- 音擊
「Heart Cooking Recipe」（作曲、編曲）
- 為美好的世界獻上祝福！Fantastic Days
「Bright Show」（作曲、編曲）
- 超異域公主連結 Re:Dive
（作曲・編曲）
- Dragalia Lost ～失落的龍絆～
「Dawn Song」（編曲）
「Force Your Way」（編曲）

## 劇伴作品
電視動畫
- 三者三葉（2016年）[12]
- Fairy Gone（2019年，與宮崎誠共同以(K)NoW_NAME成員身份作曲）
- SPY×FAMILY間諜家家酒（2022年，與宮崎誠共同以(K)NoW_NAME成員身份作曲）
- Lycoris Recoil 莉可麗絲（2022年）

## 支援

### LIVE
- 柿原徹也
- 新谷良子

## 外部連結
- VERYGOO （页面存档备份，存于） （日語）－所屬事務所官方網站的資歷簡介。
- 睦月周平的X（前Twitter） （日語）